# سبنسر فوكس
سبنسر فوكس (بالإنجليزية: Spencer Fox)‏ مواليد 10 مايو 1993 في نيويورك، نيويورك، الولايات المتحدة، هو ممثل وكوميدي أمريكي بدأ مسيرته الفنية سنة 2004. من أبرز الأعمال التي شارك فيها فيلم أبطال خارقون.

## الأعمال
- أبطال خارقون (2004) (بدور: داش بار)
- دامو ستحيل

## روابط خارجية
- سبنسر فوكس على موقع IMDb (الإنجليزية)
- سبنسر فوكس على موقع روتن توميتوز (الإنجليزية)
- سبنسر فوكس على موقع ألو سيني (الفرنسية)
- سبنسر فوكس على موقع أول موفي (الإنجليزية)
- سبنسر فوكس على موقع قاعدة بيانات الأفلام السويدية (السويدية)
- سبنسر فوكس على موقع قاعدة بيانات الفيلم (الإنجليزية)
- سبنسر فوكس على موقع كينوبويسك (الروسية)